# جولي تشانغ
جولي تشانغ (بالإنجليزية: Julie Chang)‏ هي صحفية أمريكية، ولدت في القرن العشرين.